# Pervin Buldan

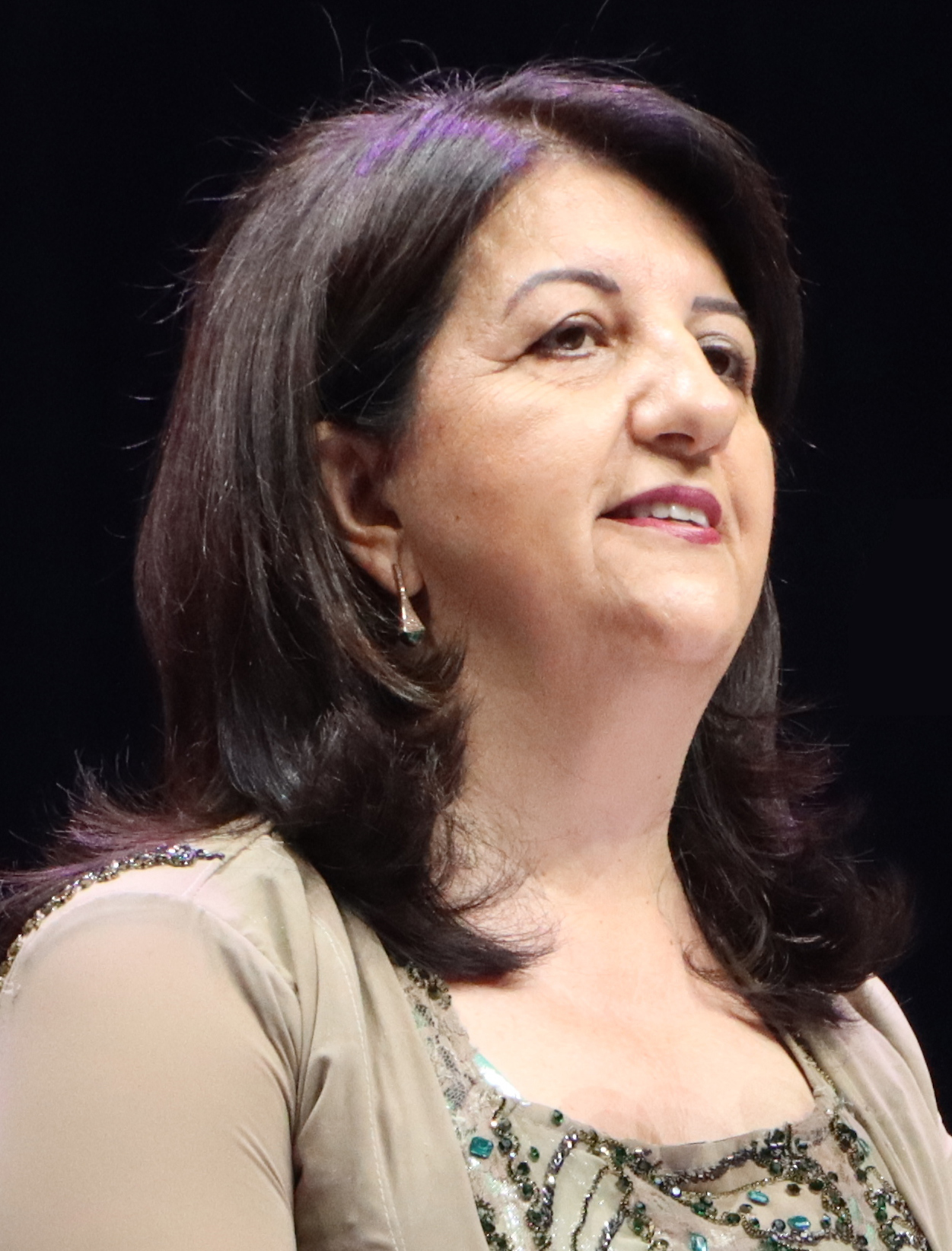
Pervin Buldan (2022)

Pervin Buldan (* 6. November 1967 in der Provinz Hakkâri, Türkei) ist eine kurdische Politikerin. Sie ist Abgeordnete im türkischen Parlament und seit Februar 2018 Co-Vorsitzende der Halkların Demokratik Partisi (HDP). Sie war Mitbegründerin und 2002 Vorsitzende des Vereins Yakay-Der, der Familien von verschwundenen Kurden unterstützte.

## Leben
Buldan wuchs in Hakkâri auf und besuchte dort die Schule. Später arbeitete sie in der örtlichen Verwaltung. Mit 19 Jahren heiratete sie Savaş Buldan, der politisch aktiv war. Das Paar zog 1990 nach Istanbul, wo Pervin Buldan Hausfrau war.  Savaş Buldan stieg zu einem bekannten kurdischen Geschäftsmann auf. 1992 wurde er wegen Waffenbesitzes in Istanbul verhaftet. Ein Jahr später kam das erste Kind auf die Welt. 
1993 änderte sich ihr Leben, als die Ministerpräsidentin Tansu Çiller eine Liste mit Geschäftsleuten, die die PKK finanziell unterstützten, veröffentlichte und diese zur Verantwortung ziehen wollte. Damit begann Tansu Çiller eine neue Strategie gegen die PKK, mit der sie deren Finanzquellen trockenlegen wollte. Es begann eine Periode mit politischen Morden (türkisch Faili meçhul cinayetler). Bald erhielt Savaş Buldan Drohungen per Telefon. Am 2. Juni 1994 wurden er und zwei Freunde namens Adnan Yıldırım und Hacı Karay beim Verlassen des Hotels Çınar in Yeşilköy/Istanbul von Bewaffneten entführt. Zwei Tage später wurden ihre Leichen am Fluss Melen in der Provinz Bolu gefunden. Sie wiesen Folterspuren auf und waren durch Kopfschüsse getötet worden. Am selben Tag kam Pervins Tochter auf die Welt.

### Politik
In den folgenden Jahren begann sich Buldan in politischen und menschenrechtlichen Vereinen zu engagieren. 2001 gründete Pervin Buldan die Menschenrechtsorganisation Yakay-Der (türkisch Yakınlarını Kaybeden Ailelerle Yardımlaşma ve Dayanışma Derneği; deutsch: Hilfs- und Beistandsverein für Familien, die ihre Verwandten verloren haben), die sie als Präsidentin leitete. Yakay-Der stand in der Tradition der Samstagsmütter, die durch Zivilen Ungehorsam und wöchentliche Sit-ins am Galatasaray-Platz allgemeine Bekanntheit erlangten und auf das Schicksal der verschwunden gelassenen Personen aufmerksam machten. Buldan ist selbst Samstagsmutter.
Buldan kandidierte als unabhängige Kandidatin für die Parlamentswahlen in der Türkei 2007 für die Provinz Iğdır. Nach der Wahl trat sie der Demokratik Toplum Partisi (DTP) bei. Nach dem Verbot der DTP am 11. Dezember 2009 trat Pervin Buldan der BDP bei. Für die Parlamentswahlen im Juni 2011 stellte sie sich als unabhängige Kandidatin wieder für Iğdır auf und wurde wieder gewählt. In den nachfolgenden Parlamentswahlen kandidierte sie erfolgreich für die HDP und sitzt seit November 2015 als Abgeordnete von Istanbul im Parlament.
In der Nacht des 30. Dezember 2016 stürmte die Polizei das im Istanbuler Stadtteil Fatih gelegene Büro von Yakay-Der, beschlagnahmte alles und versiegelt die Tür. Elf Tage später wurde der Verein per Dekret geschlossen. Im Februar 2018 wurde Pervin Buldan zusammen mit Sezai Temelli zu Co-Vorsitzenden der Halkların Demokratik Partisi (HDP) gewählt.

### Strafverfolgung und Prozesse
Wegen einer Newroz-Ansprache in Iğdır wurde 2008 ein Verfahren gegen sie eingeleitet.
Am Tag nach Buldans Wahl zur Parteivorsitzenden der HDP eröffnete die Staatsanwaltschaft Ankara ein Ermittlungsverfahren gegen sie und den Abgeordneten Sırrı Süreyya Önder wegen des Verdachts auf „Terrorpropaganda“, „Aufwiegelung des Volkes zu Hass und Feindschaft“ und „Verherrlichung von Kriminellen“ in ihren Parteitagsreden.